# Bibasis jaina
Bibasis jaina is een vlinder uit de familie van de dikkopjes (Hesperiidae). De wetenschappelijke naam van de soort is voor het eerst geldig gepubliceerd in 1865 door Frederic Moore. Deze soort wordt wel tot de Burara-soortengroep gerekend.